# Exochus tumulus
Exochus tumulus là một loài tò vò trong họ Ichneumonidae.